# Jurandir (ur. 1934)
Jurandir Gaston dos Santos (ur. 19 grudnia 1934 w Caxias do Sul) − piłkarz brazylijski, występujący na pozycji napastnika.

## Kariera klubowa
Jurandir występował w klubie Grêmio Porto Alegre.

## Kariera reprezentacyjna
W reprezentacji Brazylii Jurandir zadebiutował 6 marca 1960 w zremisowanym 2-2 meczu z reprezentacją Meksyku podczas Mistrzostw Panamerykańskich, na których Brazylia zajęła drugie miejsce. Na turnieju w Kostaryce wystąpił w trzech meczach z Meksykiem, Kostaryką i Meksykiem, który był jego ostatnim meczem w reprezentacji.